# CV-13
CV-13 (Benlloch - Torreblanca), carretera autonómica de la Comunidad Valenciana que comunica la CV-10 a su paso por Benlloch con la N-340 y AP-7 a la altura de Torreblanca.

## Nomenclatura
La carretera CV-13 pertenece a la red de carreteras de la Generalidad Valenciana. Su nombre está formado por el código CV, que indica que es una carretera autonómica de la Comunidad Valenciana, y el dígito 13, número que recibe según el orden de nomenclaturas de las carreteras de la CV.

## Historia
La CV-13 es una carretera de nueva planta, surgida de la necesidad de conectar de forma rápida la N-340, la AP-7 y la costa con el nuevo Aeropuerto de Castellón - Costa Azahar. En general la importancia de este vial es mayor como conexión entre la costa y el interior, que como acceso al propio aeropuerto, que ya ofrece vuelos regulares en distintas épocas del año.
Después de diversos retrasos y varios años de obras, el vial fue inaugurado el 21 de diciembre de 2010. A partir de esa fecha el final actual de la autovía CV-10 (futura A-7) a la altura de Benlloch está conectado con la autopista de peaje AP-7 a la altura de Torreblanca, por medio de este corredor.
Según la Conselleria de Infraestructuras, esta carretera será un eje para el tráfico de mercancías, con un volumen anual previsto de 35.000 toneladas en el horizonte de 2015, al ser un punto de conexión entre la autopista AP-7 y la autovía CV-10 (A-7). Las previsiones de tráfico rodado se cifran en más de 15.000 vehículos diarios que transitarán por la CV-13, los cuales dejarán de transitar por los correspondientes tramos de peaje de la autopista de la costa.

## Trazado actual
La vía comienza de forma continua en el kilómetro 41 de la CV-10, en forma de autovía hasta aprox. el kilómetro 3,500, desde donde parte el acceso al Aeropuerto de Castellón y donde la CV-13 pasa a tener únicamente una calzada para los dos sentidos.
El resto del trazado está constituido únicamente por una calzada, pero la planta está preparada para, en un futuro, desdoblarla completamente hasta Torreblanca.
La carretera discurre desde el interior de la provincia de Castellón hacia la costa, de forma paralela a la actual CV-145, por una zona poco poblada donde se encuentran ubicados los municipios mencionados. La orografía de la zona es relativamente accidentada, siendo ésta, característica de las estribaciones montañosas interiores de la Comunidad Valenciana anexas a la plana litoral.
La longitud total de la carretera es de 15,500 km. Consta de cuatro enlaces: Accesos Aeropuerto de Castellón mediante un enlace tipo trompeta, dos enlaces con la carretera antigua CV-145, y conexión con la N-340 mediante una rotonda elevada sobre la misma, permitiendo todos los movimientos entre la CV-13 y la N-340, e incluso la conexión con la Autopista en el peaje de Torreblanca.

## Recorrido
| Velocidad | Esquema | Salida | Sentido Torreblanca (descendente)                                                           | Sentido Cabanes (ascendente)                         | Notas |
| --------- | ------- | ------ | ------------------------------------------------------------------------------------------- | ---------------------------------------------------- | ----- |
|           |         |        |                                                                                             | CV-10 Cabanes - Castellón                            |       |
|           |         |        | Inicio de la CV-13 Acceso al Aeropuerto de Castellón                                        | Fin de la CV-13 Acceso al Aeropuerto de Castellón    |       |
|           |         |        | aeropuerto                                                                                  |                                                      |       |
|           |         |        | CV-145 Villanueva de Alcolea                                                                |                                                      |       |
|           |         |        | Torreblanca                                                                                 |                                                      |       |
|           |         |        | Fin de la CV-13 Acceso al Aeropuerto de Castellón                                           | Inicio de la CV-13 Acceso al Aeropuerto de Castellón |       |
|           |         |        | AP-7 Valencia - Barcelona N-340 Torreblanca - Castellón N-340 Alcalá de Chivert - Tarragona |                                                      |       |

## Actuaciones sobre la CV-13

### Futuras actuaciones
- Aunque aún no existe proyecto alguno, la vía está preparada para una posible futura conversión en autovía.